# Mychajło Draj-Chmara

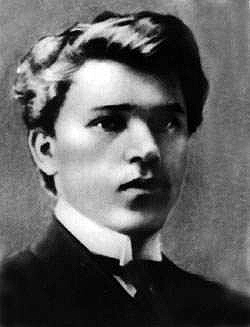
Mychajło Draj-Chmara 1910

Mychajło Opanasowycz Draj-Chmara, ukr. Миха́йло Опана́сович Драй-Хма́ра (ur. 28 września?/10 października 1889 we wsi Mali Kaniwci, powiat Zołotonosza guberni połtawskiej, zm. 19 stycznia 1939 w łagrze na Kołymie) – ukraiński poeta neoklasyk, literaturoznawca, slawista, tłumacz. Jeden z przedstawicieli rozstrzelanego odrodzenia.

## Życiorys
Ukończył szkołę podstawową w Zołotonoszy, a następnie kontynuował naukę w gimnazjum w Czerkasach. Błyskotliwa wiedza umożliwiła mu dostanie się do prestiżowego Kolegium Pawła Hałahana w Kijowie. Podczas lat nauki (1908-1910) wykazał się zdolnościami filologicznymi, opanował język francuski, niemiecki, łacinę oraz grekę.
W latach 1910–1915, studiował na wydziale historyczno-filologicznym Uniwersytetu Kijowskiego.
W 1912 r. pojechał w delegację Towarzystwa Słowiańskiego (oddział w Kijowie) za granicę, gdzie przedmiotem jego badań był chorwacki pisarz Andriej Kačić-Miošić. Mychajło Draj-Chmara pracował w bibliotekach i archiwach we Lwowie, Budapeszcie, Zagrzebiu, Belgradzie, Bukareszcie. Za cenną pracę naukową otrzymał złoty medal Towarzystwa. Był profesorem slawistyki uniwersytetu w Kamieńcu Podolskim, a także kierownikiem sekcji lingwistycznej katedry historii i ekonomii Podola (1918–1923).
W 1923 roku Draj-Chmara powrócił do Kijowa, gdzie objął posadę profesora literatury i filologii w Instytucie Medycznym. W tym okresie aktywnie współpracował z wieloma organizacjami o charakterze naukowo-badawczym i kulturalno-oświatowym.
W 1926 została wydana jego monografia – Łesia Ukrainka. Życie i twórczość. Jako naukowiec-slawista, władający (według Oksany Aszer, jego córki) 19 językami, Draj-Chmara, dzięki swej pracy tłumacza, przyczynił się do rozwoju literatury ukraińskiej. Przekładał poezję Verlaine’a, Mallarmego, Maeterlinck’a, Bohdanowycza i innych. Wiele z jego tłumaczeń przepadło w wyniku działań NKWD.
Miał znaczący wkład w przygotowanie antologii poezji francuskiej. Jego pierwszy własny wiersz pojawił się w 1920 r., w Kamieńcu Podolskim w gazecie „Nowa dumka”. Pierwszy zbiór poezji Prorosteń, został wydany w Kijowie w wydawnictwie „Słowo”, 1926 r.
Po opublikowaniu sonetu Łebedi (Łabędzie), w którym cenzorzy dopatrzyli się w obrazie odważnie broniących jeziora łabędzi – porównania do neoklasyków, 1933 roku poetę pozbawiono możliwości pracy. Uwięziono go na okres trzech miesięcy, po czym został wypuszczony, lecz jednocześnie utracił pracę w Instytucie Językoznawstwa, zabroniono mu również wykładania w innych wyższych uczelniach. Wyrzucono go ze Stowarzyszenia Pracowników Naukowych. Wprowadzono zakaz wydawania jego prac oraz nakazano usunięcie jego dzieł z bibliotek.
5 września 1935 roku NKWD w Kijowie aresztowało Draj-Chmarę pod zarzutem terroryzmu. W związku z brakiem dowodów w jego sprawie, przeniesiono go do więzienia w Moskwie. 28 marca 1936 roku otrzymał wyrok 5 lat łagru. Wyrok odbywał w systemie łagrów Kołymy. W obozie Draj-Chmara pracował w kopalni lub przy wyszukiwaniu złota w lodowatej wodzie.
Od 17 kwietnia do 30 maja 1938 roku poeta przebywał w obozie Ortukan, w którym – według zeznań świadków – zgromadzono więźniów skazanych na śmierć.
27 kwietnia 1938 roku dodano mu jeszcze 10 lat wyroku za rzekomą działalność w antyradzieckiej organizacji oraz propagandę antyradziecką. Mychajło Draj-Chmara zmarł 19 stycznia 1939 roku. Okoliczności jego śmierci wciąż pozostają niewyjaśnione.
Poetycki świat Draj-Chmary
Draj-Chmara należał do neoklasyków. Poetycki świat Draj-Chmary jest złożony, co uwarunkowane jest po części wpływem francuskiego symbolizmu (w głównej mierze Verlaine’a). Złożona symbolika to charakterystyczna cecha jego poezji.
Najczęściej używanymi obrazami był wiatr, symbolizujący wolność, postęp, impuls twórczy, które łączą się z niepokojem, tym, co niepojęte, przeczuciem gwałtownych zmian na gorsze.